# サン・ヴィート・ディ・カドーレ
サン・ヴィート・ディ・カドーレ（伊: San Vito di Cadore）は、イタリア共和国ヴェネト州ベッルーノ県にある、人口約1,900人の基礎自治体（コムーネ）。

## 地理

### 位置・広がり

#### 隣接コムーネ
隣接するコムーネは以下の通り。
- アウロンツォ・ディ・カドーレ
- ボルカ・ディ・カドーレ
- カラルツォ・ディ・カドーレ
- コッレ・サンタ・ルチーア
- コルティーナ・ダンペッツォ
- セルヴァ・ディ・カドーレ
- ヴォード・ディ・カドーレ

### 気候分類・地震分類
気候分類では、zona F, 4180 GGに分類される。
また、イタリアの地震リスク階級 (it) では、zona 3 (sismicità bassa) に分類される。

## 姉妹都市
- アルフォンシーネ、イタリア 1988年